# شوانشتتن
شوانشتتن (به آلمانی: Schwanstetten) یک شهر در آلمان است که در روت واقع شده‌است.